# Axel Nordlund
Axel Vilhelm Nordlund, född 12 april 1869 i Uppåkra socken, död 19 juli 1947 i Eksjö, var en svensk tandläkare.
Axel Nordlund var son till skomakarmästaren Lars Peter Nordlund. Han avlade mogenhetsexamen i Lund 1889 och tandläkarexamen 1893. Han var praktiserande tandläkare i Kristianstad 1893 och föreståndare där för folkskolornas tandklinik 1909–1930 samt militära tandkliniken 1920–1930. Därjämte tjänstgjorde han 1915–1938 vid Kristianstads lasarett som specialist vid behandling vid käkskador. Nordlund studerade 1915 i Tyskland protetisk behandling av i kriget uppkomna käkskador och 1920 med statsbidrag efterbehandling av sådana skador. Hans i fackpressen publicerade arbeten behandlade huvudsakligen käkfrakturer. Han var ordförande i Sydsvenska tandläkaresällskapet 1911–1914 och ledamot av Kristianstads folkskolestyrelse 1911–1930 (från 1921 som vice ordförande).